# Rynek w Skawinie
Rynek – plac w Skawinie, położony w centrum miasta. Powstał niedługo po erekcji miasta, które utworzono w 1364 r. W 1683 r. król Jan III Sobieski odebrał tutaj defiladę husarii. Zabudowę stanowią średniowieczne kamienice oraz ratusz. Z rynku wychodzą ulice: Pokoju, J. Słowackiego, M. Konopnickiej, Żwirki i Wigury, W. Sikorskiego i S. Batorego.Do 2012 r. przez rynek przebiegała jezdnia z przyległymi miejscami postojowymi, łącząca ulicę S. Batorego z J. Słowackiego. Wraz z remontem płyty rynku, jezdnia ta została zlikwidowana.

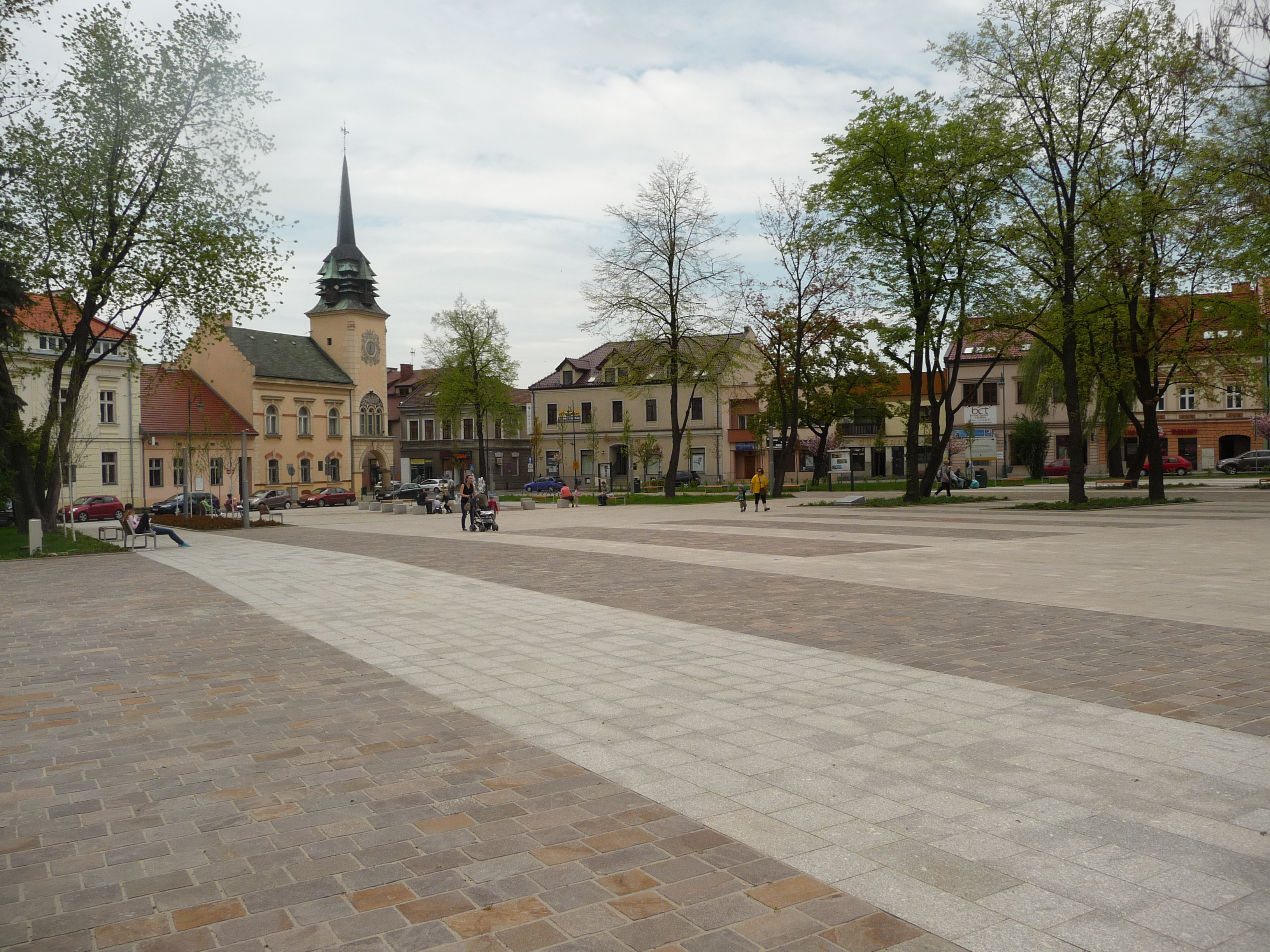
Rynek w Skawinie po rewitalizacji
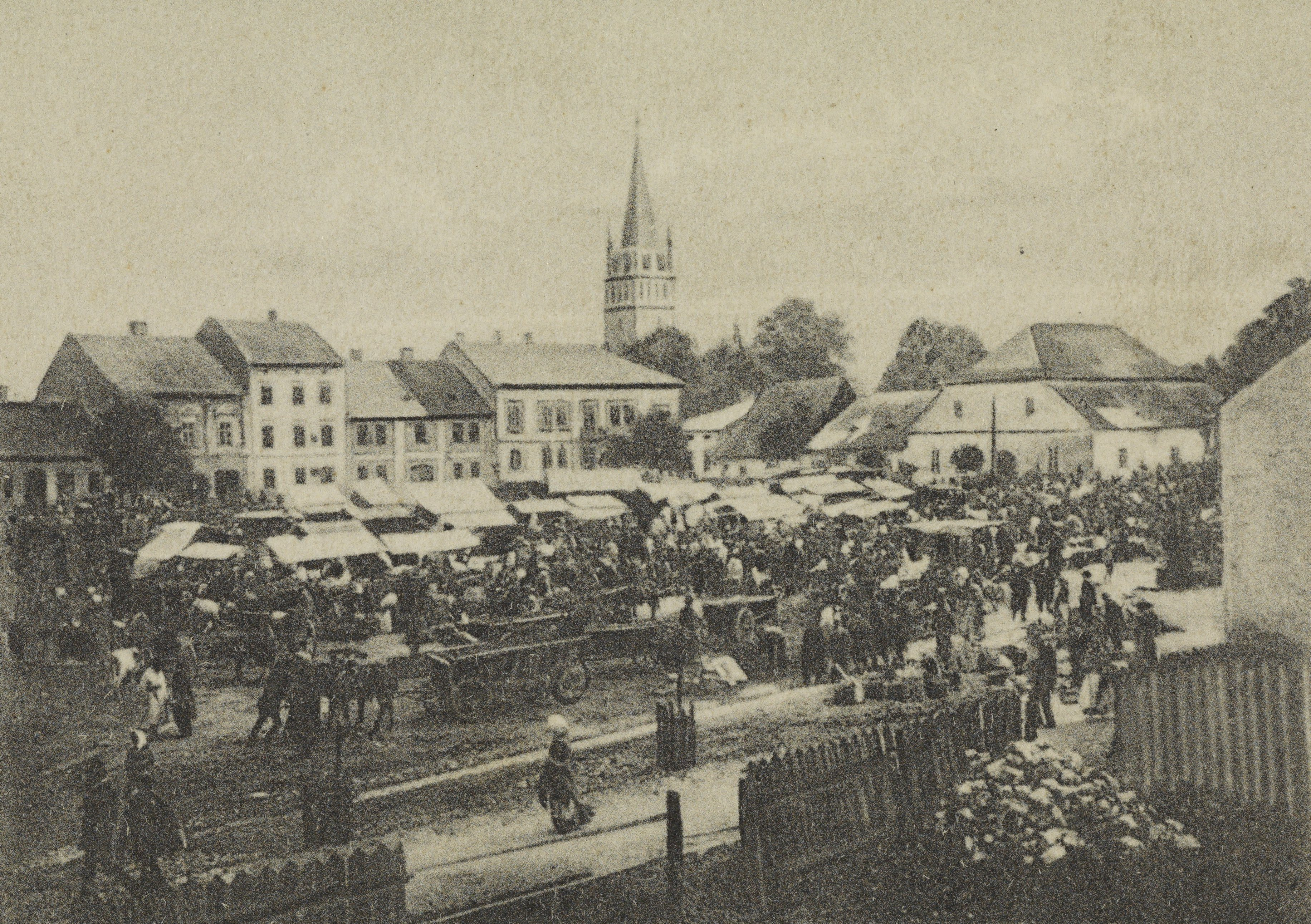
Rynek około 1901-1904